# Zadunajská Sič
Zadunajská Sič (ukrajinsky Задунайська Сiч, Zadunajská Sič) byla organizace záporožských kozáků po dobytí a zrušení Záporožské Siče Ruskem. Tehdy zbylí záporožští kozáci se stáhli do delty Dunaje na území Osmanské říše, kde založili Zadunajskou Sič. Útvar Záporožců se stal vazalským státem Osmanské říše a současně se kozáci stali její pohraniční armádou. Zadunajští kozáci vydrželi do roku 1828, kdy byla tato sič nakonec také zničena, a to během rusko-turecké války.

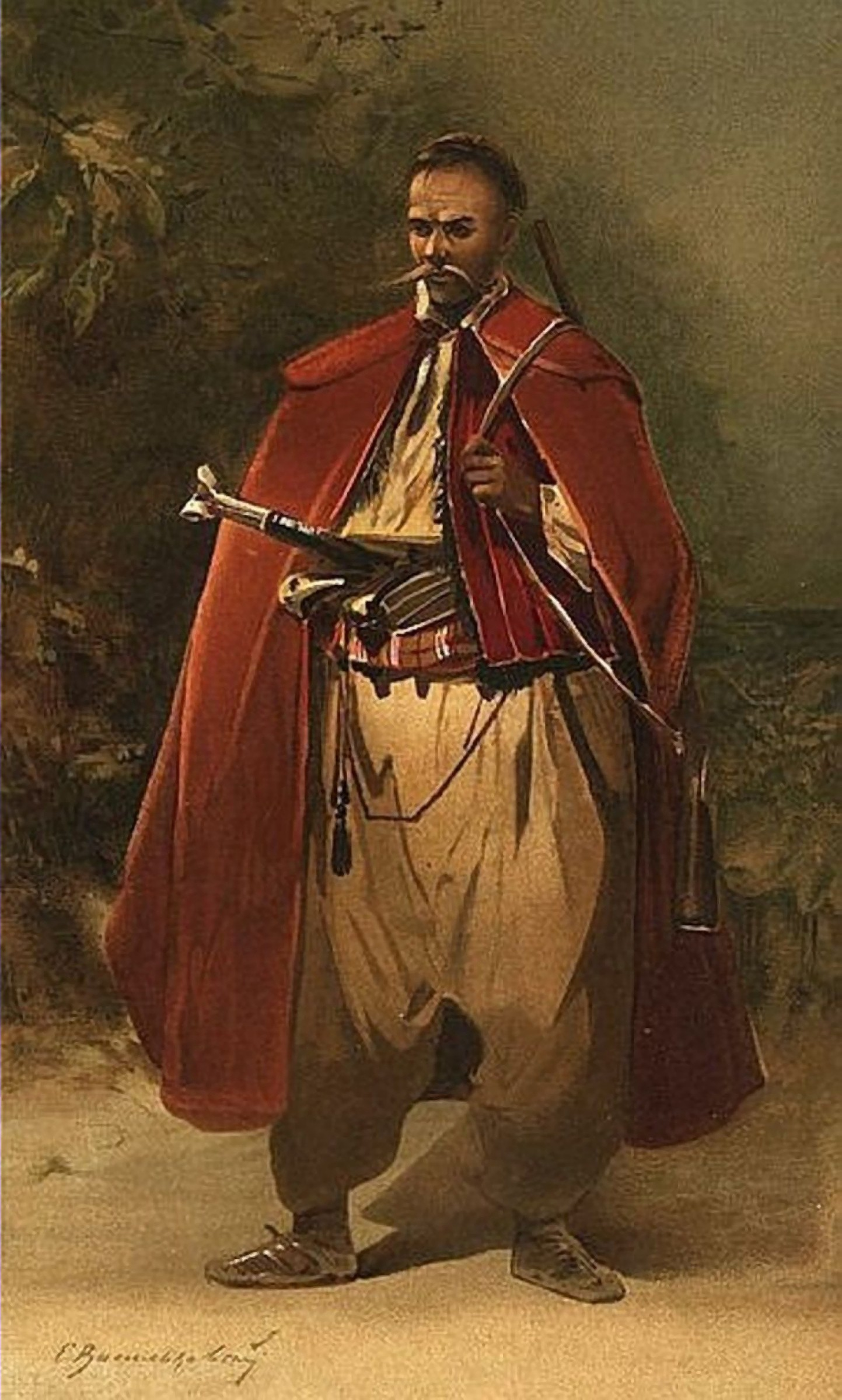
Zadunajský kozák, portrét